# Volsci

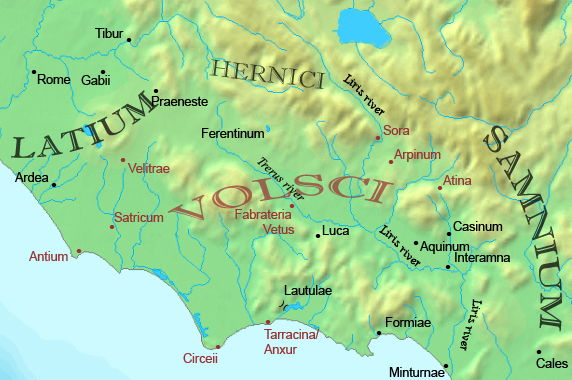
Ținuturile locuite de Volsci

Volscii au fost un popor antic italic, bine cunoscut în istoria din primul secol al Republicii Romane. Ei au locuit în zonele parțial deluroase, parțial mlăștinoase din sudul regiunii Latium Lazio, între Aurunci, Samniți și Hernici. 

### Cetățile Volscilor
Odată stabiliți în mlaștinile Pontine și în centrul văii Liris, capitala istorică a Volscilor devine Antium.
Se pot cita alte cetăți Volsce, cum ar fi: Suessa Pometia și Ecetra (uneori asimilate actualei Artena), indicate de Titus Livius ca fiind cucerite de Roma la începutul secolului V î.Hr., nu departe de cetățile latine, cum ar fi Velitræ (locul de naștere al lui Augustus). Putem găsi o scurtă înregistrare, aflată acum în Muzeul din Napoli, datând probabil, de la începutul secolului III î.Hr., inscripționată pe o mică placă de bronz, prezentând o dedicație zeului Declunus (sau zeiței Decluna).
Mult mai spre sud, pe teritoriul pontin, se află Cora, Norba, Setia, cele mai importante cetăți din Satricum și Privernum. Pe coasta tireniană, pe lângă Antium, există orașul Anxur la sud de mlaștinile pontine. Fundi este orașul principal al câmpiei Fundi, locuit inițial de triburile italiene de Aurunci, cunoscând după aceea o perioadă de locuire romană, este probabil un timp Volscă.
O altă locație reunind mai multe cetăți Volsce, se află în Valea Tolerus - vale împărțită cu populația italică din regiunea anticului Latium, numită Hernici - printre care Fabrateria Vetus și Frusinum. În Valea Liris, având o întindere mijlocie, avem orașele Fregellae, Sora și la est, Arpinum (patria lui Cicero și Gaius Marius). În contact cu Samniții, găsim cetatea întărită Atina și, mai departe spre sud, Casinum la granița cu poporul osc Sidicini și poporul italic de origine indo-europeană numit Aurunci.